# Tadeusz Baczko
Tadeusz Baczko (ur. 15 listopada 1948 w Warszawie) – polski ekonomista, profesor nauk ekonomicznych.

## Życiorys
W 1973 ukończył studia na Wydziale Nauk Ekonomicznych Uniwersytetu Warszawskiego. W 1976 doktoryzował się na tej samej uczelni. Stopień doktora habilitowanego uzyskał również na UW w 1992 w oparciu o rozprawę zatytułowaną Modele funkcjonowania przedsiębiorstw. W 2013 prezydent Bronisław Komorowski nadał mu tytuł profesora nauk ekonomicznych.
Pracował w Branżowym Ośrodku Organizacji i Ekonomiki Przemysłu Motoryzacyjnego (m.in. jako kierownik pracowni), w 1982 zatrudniony w Instytucie Nauk Ekonomicznych Polskiej Akademii Nauk w Warszawie. Doszedł do stanowiska profesora nadzwyczajnego, był również dyrektorem Zakładu Badań Statystyczno-Ekonomicznych Głównego Urzędu Statystycznego i Polskiej Akademii Nauk (2002–2004). Został także profesorem nadzwyczajnym Wyższej Szkoły Informatyki Stosowanej i Zarządzania w Warszawie. Był też nauczycielem akademickim w Prywatnej Wyższej Szkole Nauk Społecznych, Komputerowych i Medycznych w Warszawie.
Specjalizuje się w zakresie ekonometrii, mikroekonomii i statystyki ekonomicznej. Zajmuje się zagadnieniami związanymi z transformacją polskiej gospodarki, innowacyjnością jej oraz polskich przedsiębiorstw. Współtwórca szeregu list rankingowych polskich przedsiębiorstw, w tym Listy 500 największych polskich przedsiębiorstw (1984), twórca rankingu 500 najbardziej innowacyjnych przedsiębiorstw w Polsce (2005), redaktor naukowy wydawanego co roku Raportu o innowacyjności gospodarki Polski (2005–2012). Współtwórca i członek rady Fundacji Centrum Analiz Społeczno-Ekonomicznych (CASE). Koordynował i realizował różne międzynarodowe projekty badawcze m.in. z Harvard University i International Center for Economic Growth w San Francisco.
Jest bratankiem Bronisława Baczki.

## Odznaczenia
- Złoty Krzyż Zasługi (2005)[6]
- Krzyż Kawalerski Orderu Odrodzenia Polski (2010)[7].

## Wybrane publikacje
- Modele funkcjonowania przedsiębiorstw (1986)
- The Second Stage of Polish Economic Transformation. Transformation Policy. Analyses, Recommendations, Policy (1996)
- The Future of Science and Technology and Innovation Indicators and the Challenges Implied (2009)
- Raport o innowacyjności gospodarki Polski (2005–2012)
- Raport o innowacyjności sektora lotniczego w Polsce (2011)
- Raport o innowacyjności sektora ochrony zdrowia w Polsce (2012)